# Lin Bin
Lin Bin (1961) es un ingeniero y empresario chino.
Realizó sus estudios de ingeniería en Universidad Sun Yat-sen y realizó un máster en computación en la Universidad Drexel. Trabajó para Microsoft desde 1995 a 2006 y para Google desde 2006 a 2010, donde fue el responsable de la creación del motor de búsqueda móvil Google China y de su gestión.
Es uno de los cofundadores y presidente de la empresa china Xiaomi.
La empresa fue creada junto a su amigo Lei Jun, y se dedica al diseño, desarrollo y venta de teléfonos inteligentes, aplicaciones informáticas y otros productos electrónicos; que únicamente vende por Internet.
Fue reconocido como uno de los 25 líderes de negocios por The Economist Intelligence Unit (EIU).